# Medalha Negrinho do Pastoreio
A Medalha Negrinho do Pastoreio é uma condecoração do governo do estado brasileiro do Rio Grande do Sul, entregue a personalidades que prestam relevantes serviços em favor da pessoa humana, do Estado e da Pátria. Foi criada no dia 25 de março de 1972, e desde então mais de cem pessoas já foram agraciadas com a medalha, que recebeu esse nome em virtude da lenda do Negrinho do Pastoreio.